# Schaelsberg

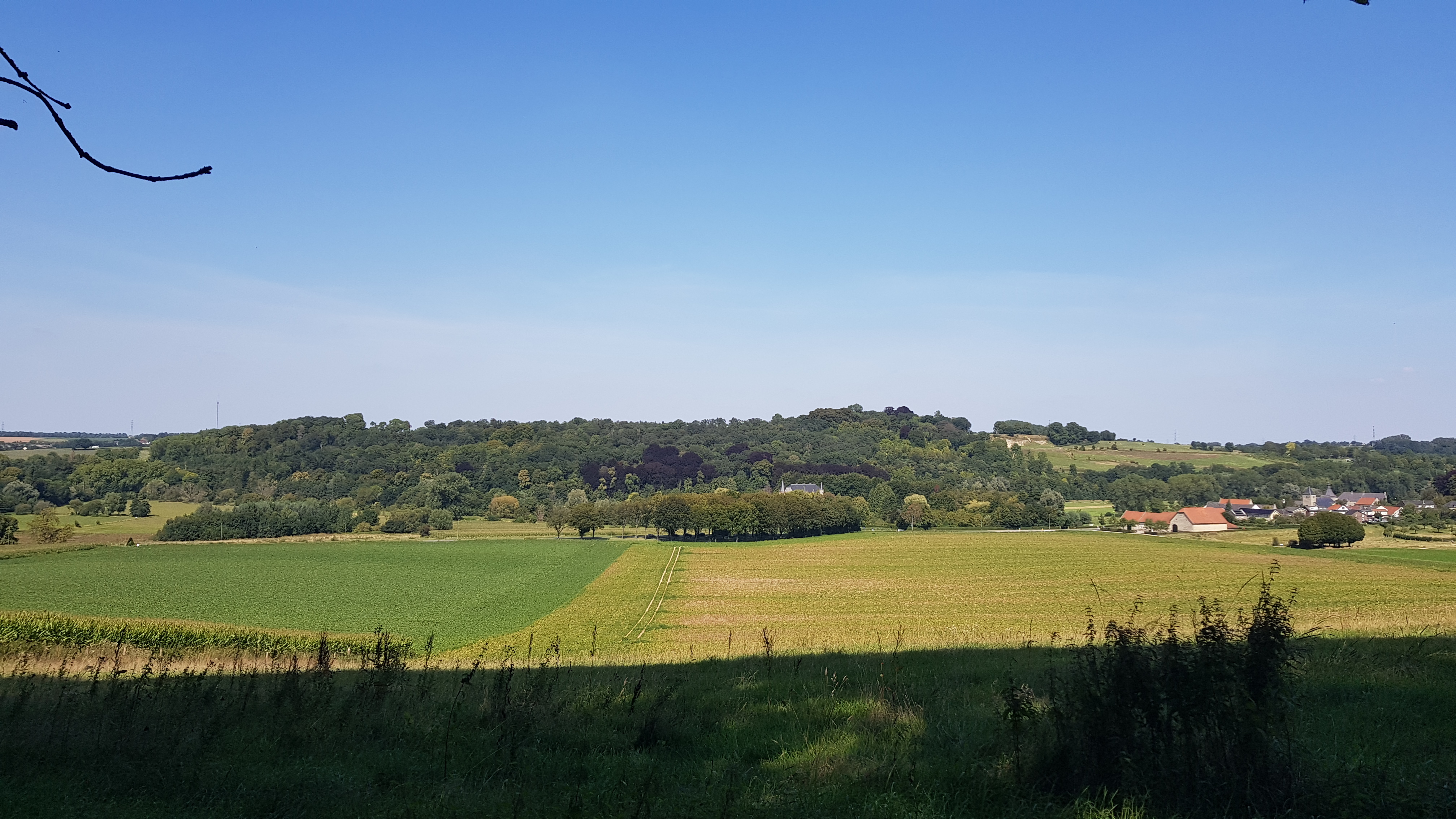
Zicht op de Schaelsberg vanaf de overzijde van het Geuldal

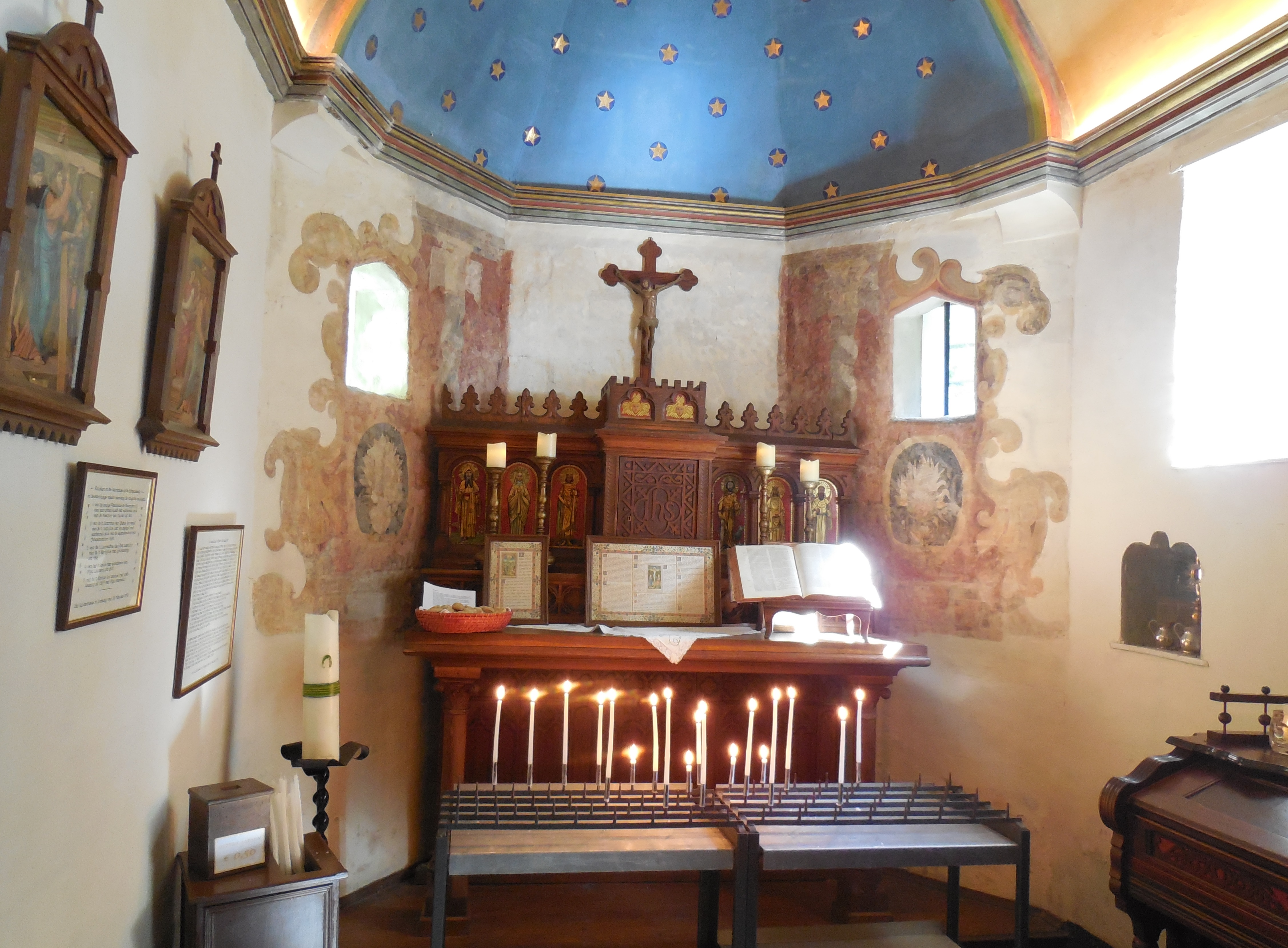
Interieur de kluis

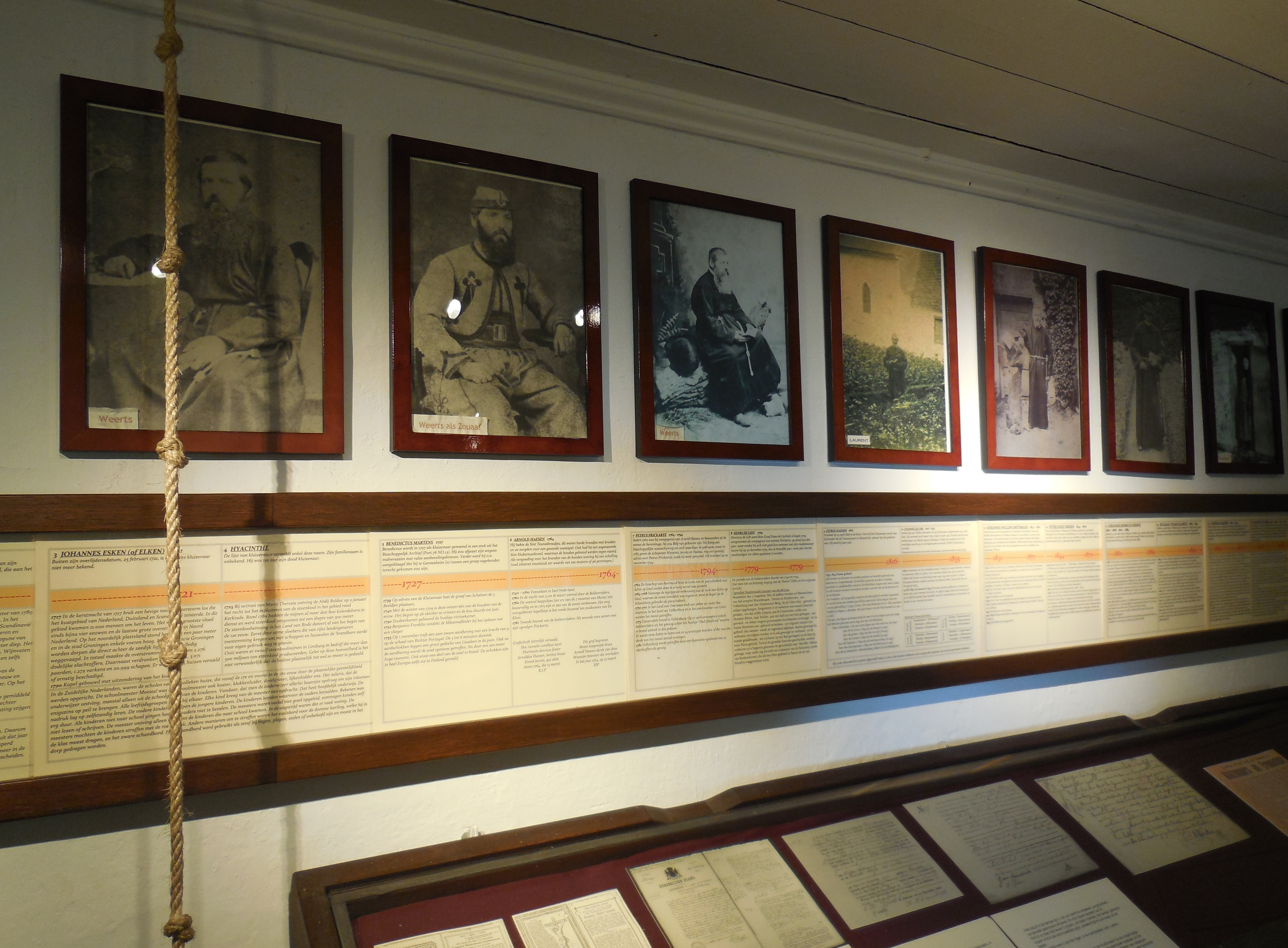
Kluizenaars van de kluis

De Schaelsberg of Schaesberg is een heuvel in Nederlands Zuid-Limburg in de gemeente Valkenburg aan de Geul. De heuvel vormt een deel van de noordelijke dalwand van het Geuldal. De Geul stroomt aan de voet van de heuvel. Op de helling van de Schaelsberg ligt de spoorlijn Aken - Maastricht en vroeger ook het station Oud Valkenburg. Op de Schaelsberg begint het Centraal Plateau dat zich verder richting het noorden en noordwesten uitstrekt. Op de Schaelsberg ligt het hellingbos Schaelsbergerbos.
Het meest oostelijke deel van de Schaelsberg heet de Däölkesberg.
De heuvel ligt ten oosten van Valkenburg, ten noorden van Oud-Valkenburg, ten noordwesten van Schin op Geul en ten zuidwesten van Walem. Ten noorden van de Schaelsberg ligt de Goudsberg waar een Romeinse wachttoren heeft gestaan nabij een Romeinse weg (Via Belgica). Op de Schaelsberg zelf zijn sporen van vuursteenmijnen aangetroffen uit het Neolithicum. In 1970 werden bij een kartering hertshoornen hakken gevonden die in vuursteenmijnen gebruikt zouden zijn (zoals die van Valkenburg). In 1988 werd bij een kartering veel neolithisch vuursteen (grotendeels halffabricaten), twee paleolithische stukken en een zilveren Keltische munt gevonden (in grote verspreiding).
Op de Schaelsberg ligt een kluizenarij - de Kluis op de Schaelsberg - die in 1688 werd gebouwd en tot 1930 doorlopend bewoond is geweest. Een kluizenaar heette Henricus Weerts. De laatste restauratie heeft in 1976 plaatsgevonden. Naast de kluizenarij bevinden zich de kruiswegstaties bestaande uit 14 nissen, die deels in een cirkel rond een centraal "graf" gegroepeerd zijn. Jaarlijks wordt hier de Sjaasbergergank gehouden.
Op de helling van de Schaelsberg ligt het restant van de Kalkoven Schaelsberg. 
Aan de voet van de Schaelsberg vindt men de Drie Beeldjes. Aan de andere zijde van de Geul liggen de kastelen Schaloen en Genhoes.

## Groeves
In de Schaelsberg zijn er verschillende groeves, waaronder:
- Groeve bij de Drie Beeldjes
- Groeve Kasteel Oost
- Oosterweggroeve I
- Schaelsberggroeve
- Nevenschaelsberggroeve
- Auvermansboschke
- Oosterweggroeve II

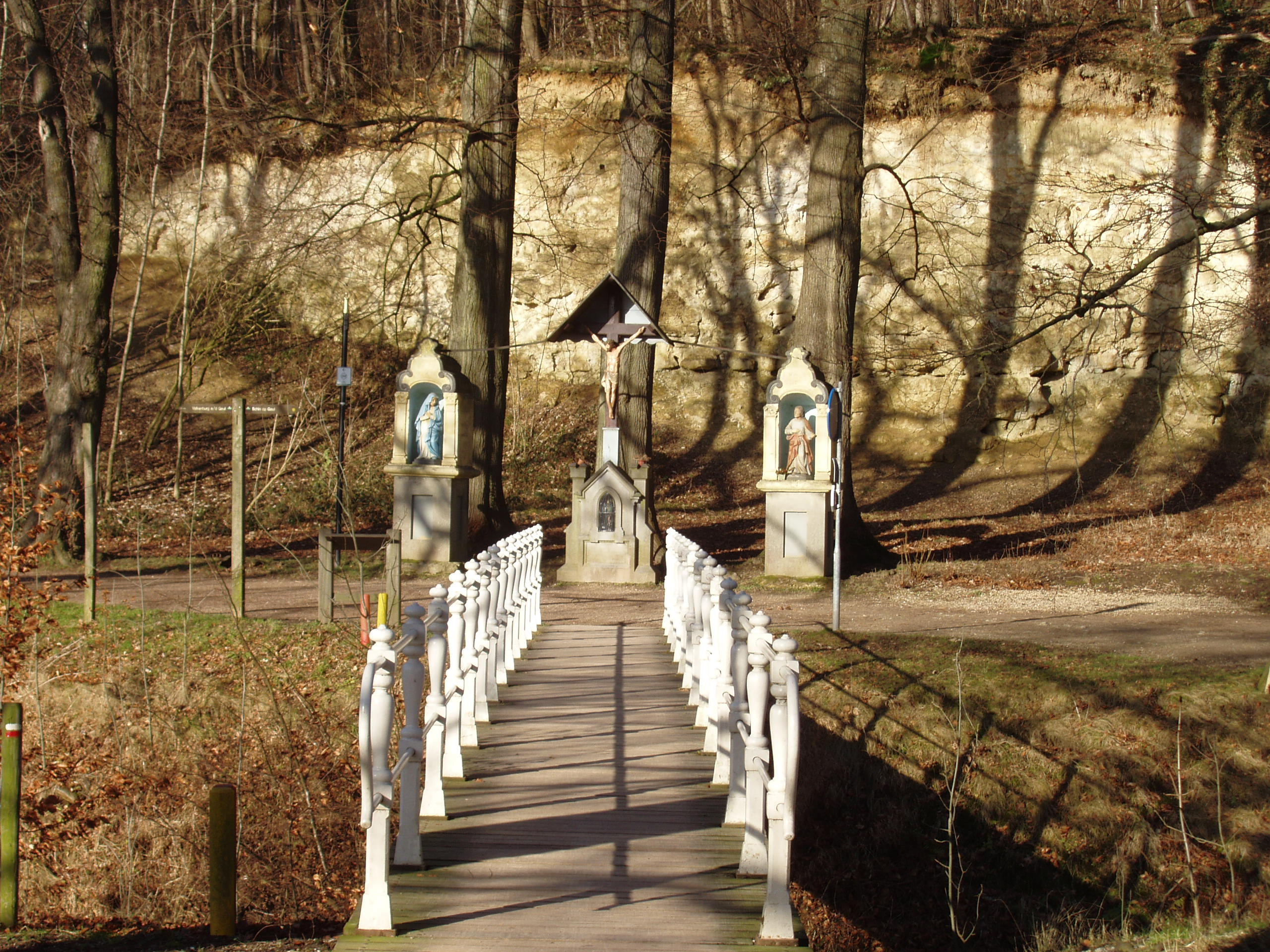
Drie Beeldjes
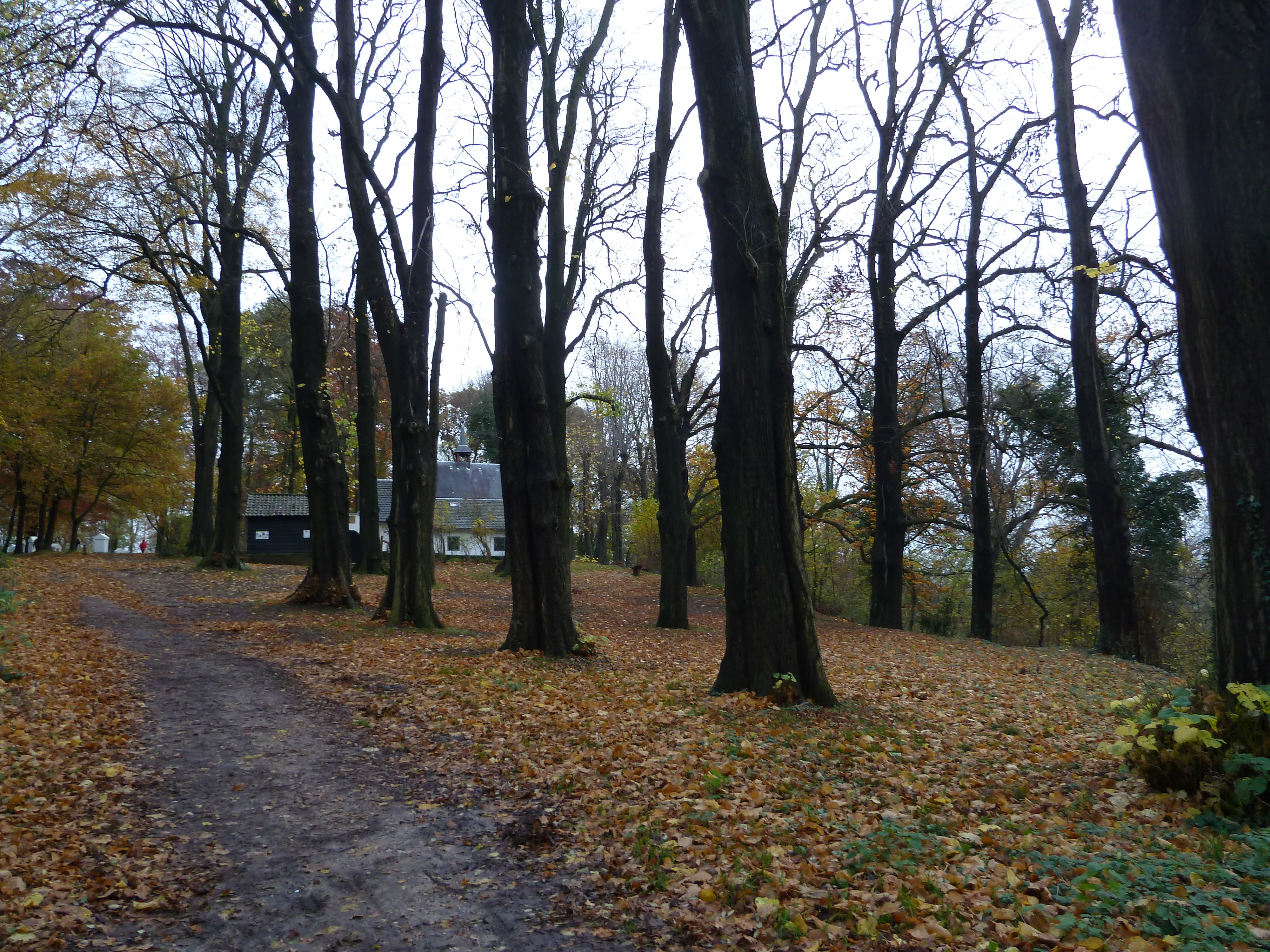
Omgeving Kluis waar de Sjaasbergergank gehouden wordt
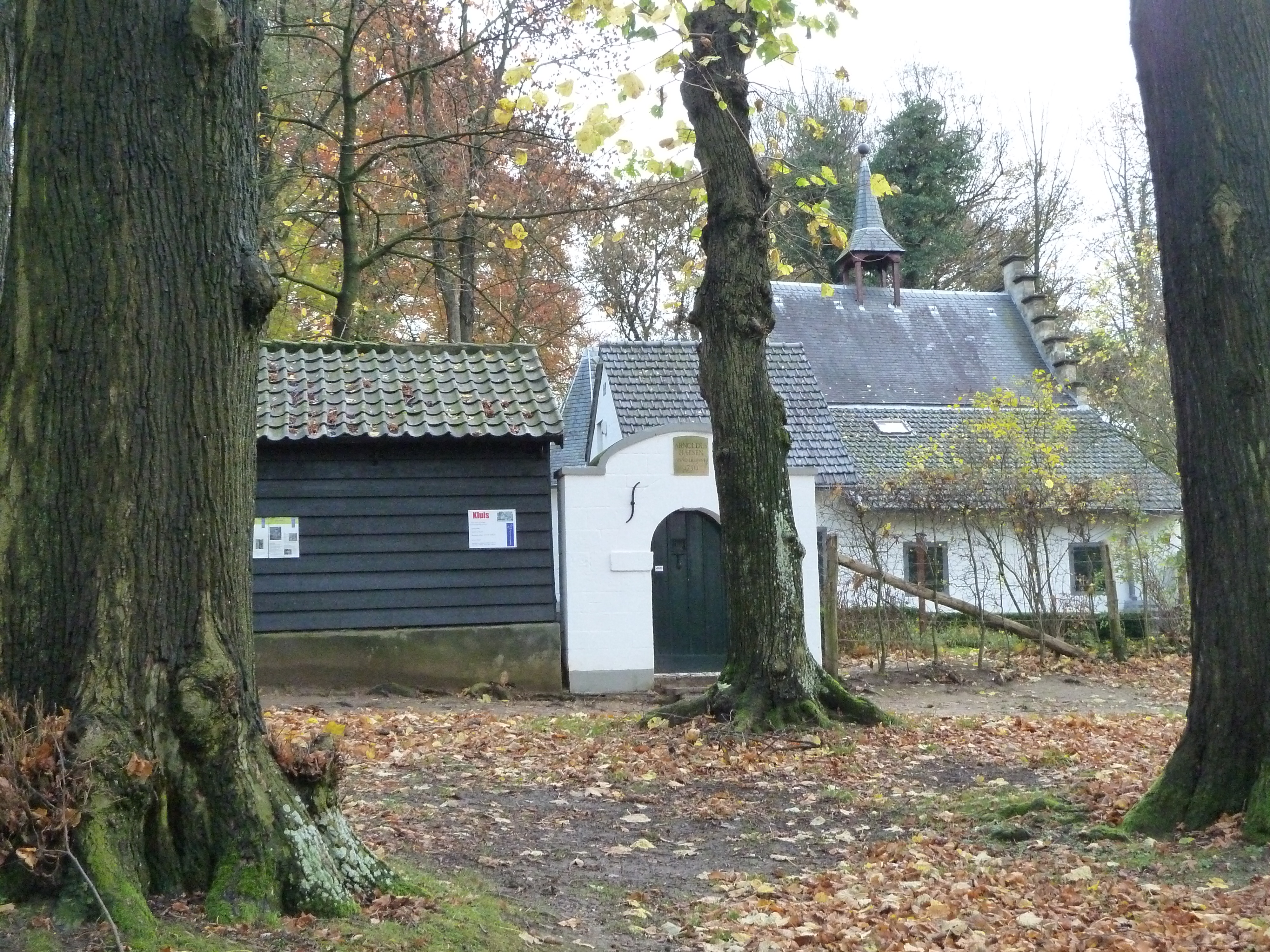
De Kluis
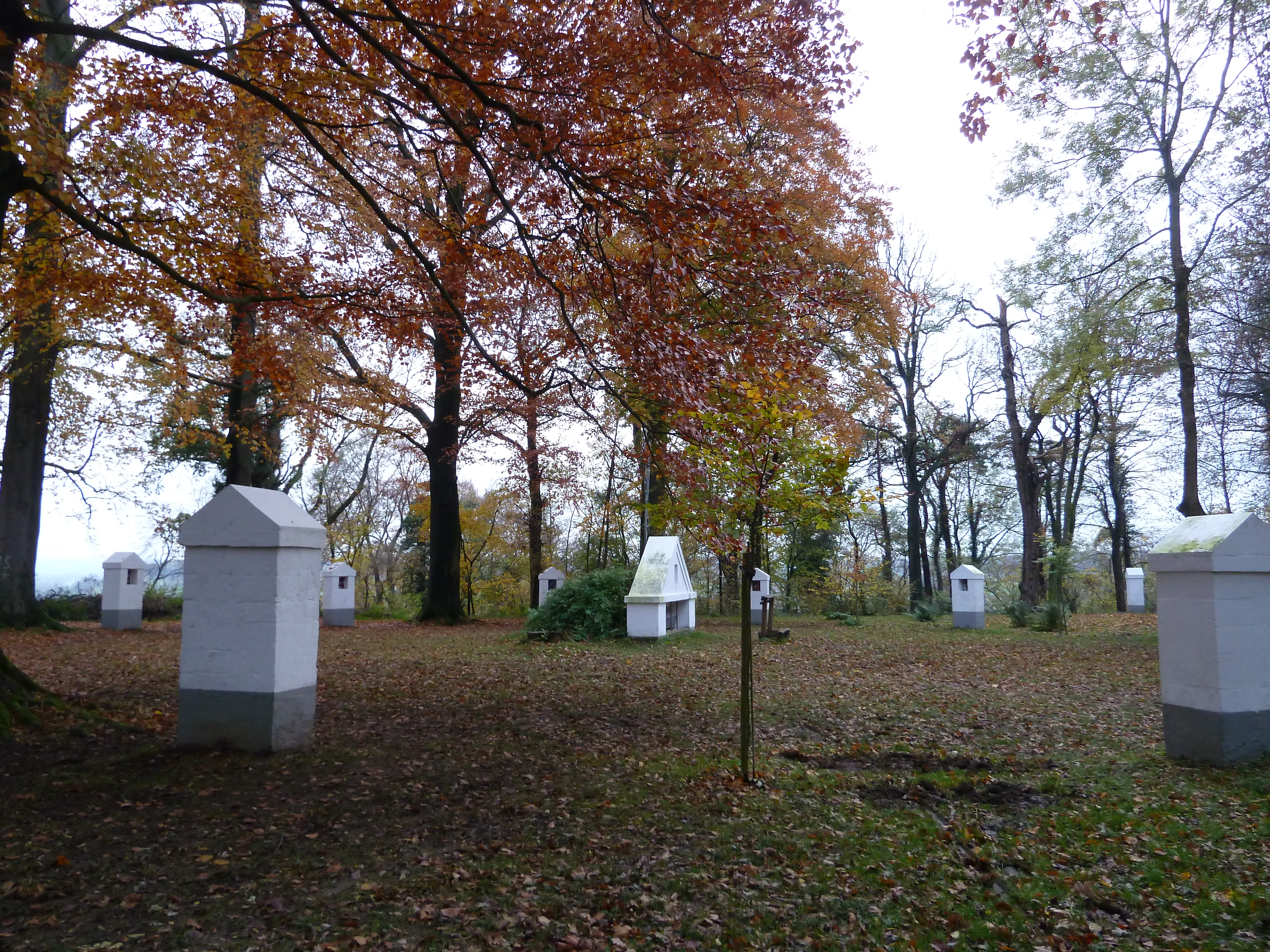
Kruiswegstaties